# Rue du Ranzay
La rue du Ranzay est une importante artère de Nantes, en France.

## Situation et accès
Située dans le quartier Nantes Erdre, cette rue, d'une longueur de près de 800 mètres, prend naissance au boulevard Jules-Verne et termine route de Saint-Joseph. C'est une voie asphaltée ouverte à la circulation automobile.

## Origine du nom
Le nom vient de la seigneurie du « Ranzay » (ou « Clermont-Ranzay »), parfois orthographiée Ranzai, qui était un domaine déjà connu dans la charte du roi Louis VI le Gros sous le nom de Rantiacum.

## Historique
Le domaine du Ranzay était naguère planté de vignes et fut attribué en 1469 par le duc François II à son secrétaire Jacques Raboceau en guise de récompense pour des services rendus et exempta le Ranzay d'impôts.
La seigneurie passa ensuite entre plusieurs mains dont celle de Claude Bidé qui fut maire fut maire de Nantes de 1652 à 1653.

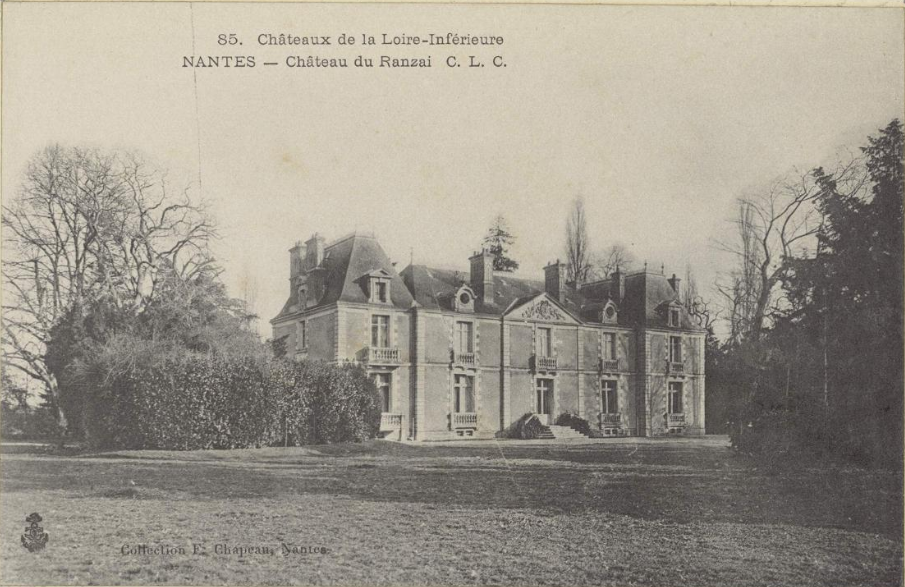
L'ancien château du Ranzay.

Sur un plan de 1791, le tronçon sud du chemin du Ranzay n'existait pas et n'allait pas au-delà du « grand chemin de Carquefou » dont l'avenue de la Gare-de-Saint-Joseph est la portion subsistante la plus proche.
En 1877, la ligne ferroviaire Nantes-Châteaubriant qui borde la voie sur son côté est, est inaugurée. Une halte ferroviaire qui n'était par prévue dans le programme initial des stations de la ligne, verra finalement le jour et est d'abord baptisée « gare de Saint-Georges », puis « gare de Saint-Joseph ».
En 1917, Édouard Goüin, président de la Compagnie générale de construction de locomotives (Batignolles-Châtillon) acquiert, auprès de la ville, le domaine et le bois de Saint-Georges qui longe la rue sur le côté est, et sur lequel il fera construire une usine des Batignolles. Le château qui s'y trouvait avec ses dépendances (dont une chapelle) sont rasés, tandis que les maraîchers qui exploitaient les terres environnantes sont expropriés.
Afin de loger les ouvriers, il est créé en 1920, trois cités ouvrières : La Halvêque, La Baratte et Le Ranzay. Cette dernière est aménagée au nord de l'usine et pourvue d'un certain nombre de services, notamment un dispensaire, un économat et un cinéma. Les trois cités, formées par 450 maisons en bois chacune dotée d'un jardin, sont construites par les Établissements Bessonneau, d'où le nom usuel de cités Bessonneau. La cité du Ranzay sera démolie en 1965, pour être remplacée par des constructions de type chalandonnettes, lesquelles cèderont leurs places aux immeubles actuels en 1998.
En 1979, la « gare de Saint-Joseph », dont la plus grande partie du trafic marchandises (30 000 tonnes) provient de l'embranchement industriel des Batignolles, est rasée. La ligne cessa son activité voyageur un an plus tard.
Dans le cadre de la réouverture de la ligne Nantes-Châteaubriant sous forme d'un tram-train, des travaux sont engagés en janvier 2011, pour la construction de la gare de Haluchère-Batignolles à l'emplacement de l'ancienne « gare de Saint-Joseph », dans la partie est de la rue, entrainant une légère modification du tracé de celle-ci vers le sud, ce qui nécessite sa fermeture partielle au trafic automobile. Dans le même temps les emprises ferroviaires sont également modifiées afin accueillir un nouvel embranchement de la ligne 1 du tramway (première phase de la connexion des lignes 1 et 2), avec la création d'une station terminus Ranzay à proximité de l'extrémité nord de la rue. En novembre 2012, la rue du Ranzay est rouverte à la circulation et accueille désormais des aires de stationnement des bus et autocars du pôle d'échanges de Haluchère-Batignolles, ainsi qu'un parking-relais de 160 places.